# Gipfeltreffen in Singapur

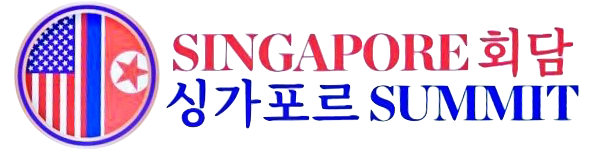
Das von den USA verwendete Logo

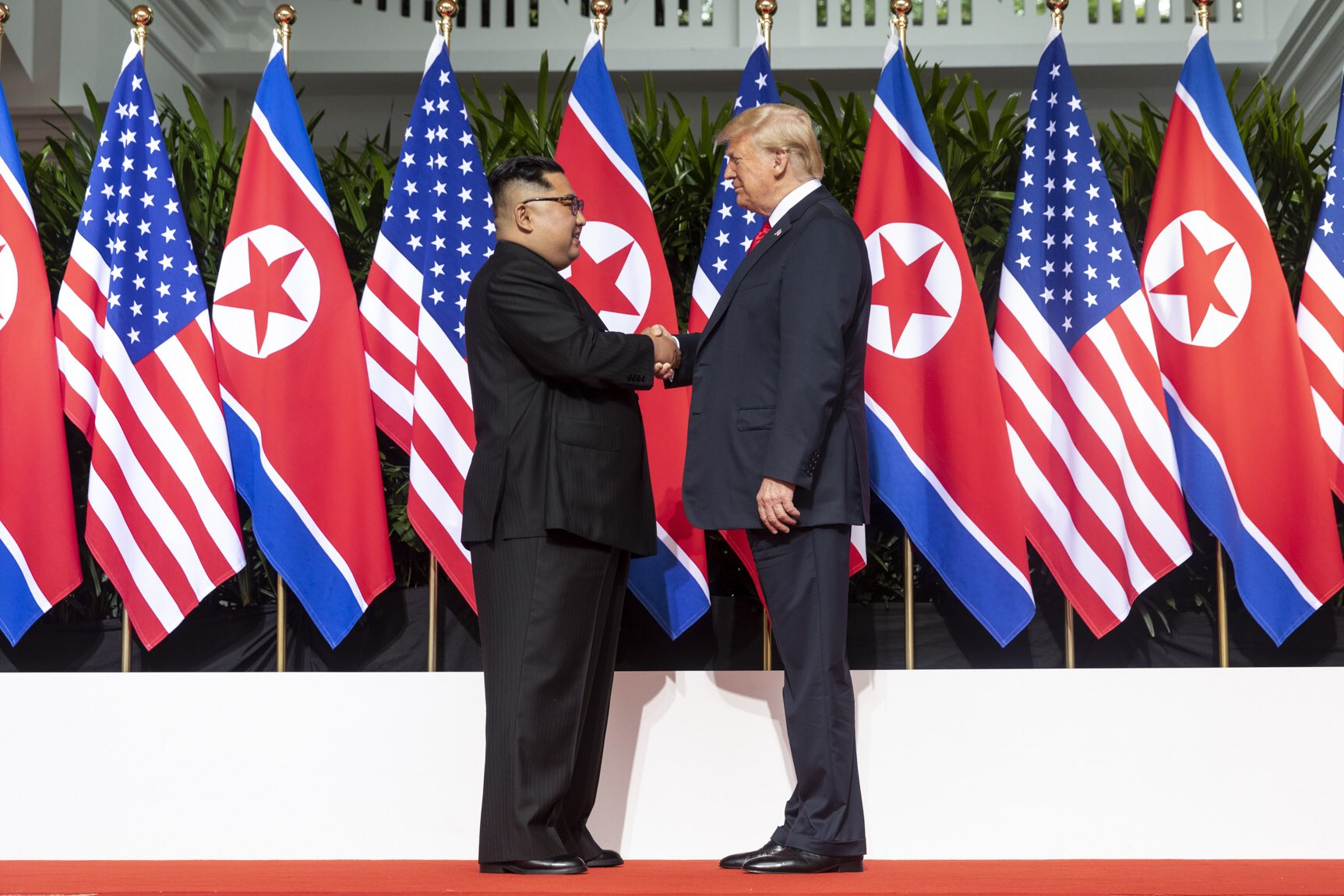
Kim Jong-un und Donald Trump beim Gipfeltreffen

Das Gipfeltreffen in Singapur (englisch Singapore Summit) zwischen dem nordkoreanischen Staatsführer Kim Jong-un und dem US-Präsidenten Donald Trump fand am 12. Juni 2018 im Hotel Capella auf der Insel Sentosa in Singapur statt.
Der Gipfel gilt als historisch bedeutend, weil es die erste Begegnung zwischen einem US-Präsidenten und einem nordkoreanischen Staatsführer seit der Gründung Nordkoreas 1948 war. Zentrales Thema des Gipfels war das nordkoreanische Atomprogramm. Donald Trump bezeichnete den Gipfel als einen „guten Auftakt für Frieden“, die nordkoreanische Nachrichtenagentur KCNA sah hier einen Anlass für verbesserte Beziehungen nach „rund 70 Jahren Konfrontation und Antagonismus“ zwischen den beiden Staaten.

## Verlauf
Donald Trump hatte den G7-Gipfel in Kanada für das Treffen vorzeitig verlassen, Kim Jong-un reiste mit Air China an. Nachdem sie sich mit Handschlag begrüßt hatten, zogen sie sich für eine Dreiviertelstunde zurück, begleitet einzig von ihren Dolmetschern. Anschließend wurden die Delegierten beider Seiten einbezogen. Danach aßen die Vertreter beider Staaten zu Mittag. Nach einer weiteren Gesprächsrunde am Nachmittag wurde die Absichtserklärung unterzeichnet. Beide Staatsoberhäupter luden sich gegenseitig ein, laut KCNA hat Kim die Einladung bereits angenommen, ein Gegenbesuch sei auch geplant.
Während Kim die Insel verließ, gab Trump noch eine Pressekonferenz, in der er seine Zufriedenheit über den Verlauf des Gipfels zum Ausdruck brachte. Dabei kündigte Trump die Einstellung der gemeinsam mit Südkorea durchgeführten Militärübungen an, die eine zentrale Forderung Nordkoreas war. Die amerikanischen Streitkräfte in Südkorea sollen nicht verkleinert werden. Trump erklärte, dass er die Menschenrechtslage in Nordkorea nur kurz angesprochen habe. In einem Spontaninterview drei Tage nach dem Treffen sagte der amerikanische Präsident gegenüber Fox News, er habe Kim eine „sehr direkte [Telefon-]Nummer“ gegeben, er könne ihn nun anrufen, „wenn er irgendwelche Schwierigkeiten hat“.
Die Gespräche in Singapur dauerten insgesamt rund vier Stunden.

## Gemeinsame Erklärung
Bei dem Gipfeltreffen einigten sich die beiden Staatsoberhäupter auf eine Erklärung, in der Nordkorea und die USA sich unter anderem verpflichteten, neue Beziehungen zueinander aufzubauen. Nordkorea soll auf eine vollständige Denuklearisierung der koreanischen Halbinsel hinarbeiten. Die USA verpflichteten sich zu Sicherheitsgarantien für Nordkorea. Dazu soll es Folgeverhandlungen geben, mit denen auf US-Seite Außenminister Mike Pompeo beauftragt wurde. Weiter wurde vereinbart, dass sterbliche Überreste von Kriegsgefangenen und Vermissten aus dem Koreakrieg zurückgeführt werden.

## Delegationen

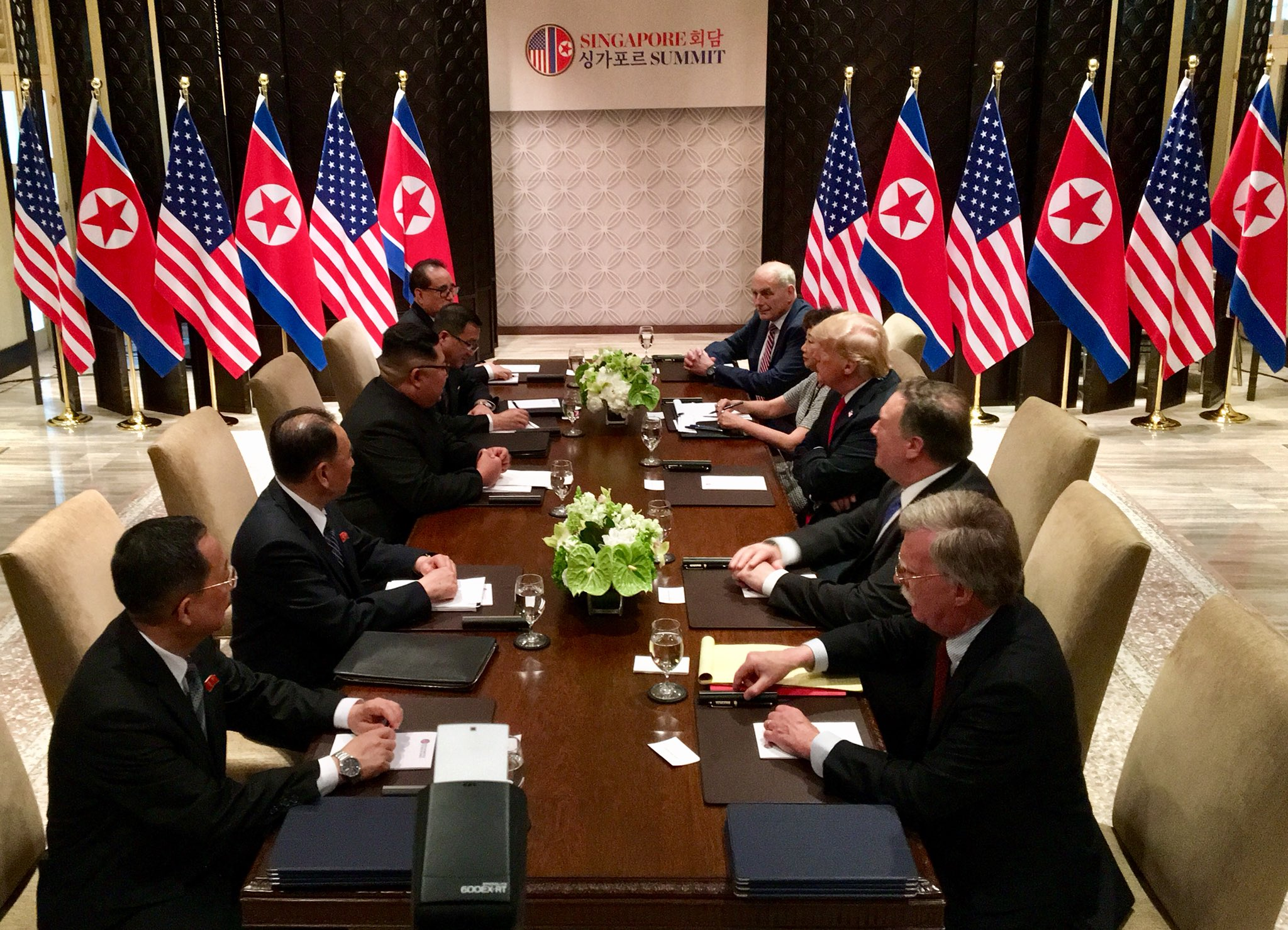
Die Gesprächsrunde zwischen beiden Delegationen (mit Dolmetschern)

Folgende Delegierte waren an den Gesprächen anwesend:

### Nordkorea
- Kim Jong-un, Vorsitzender des Komitees für Staatsangelegenheiten der DVRK
- Ri Yong-ho, Außenminister[11]
- Kim Yong-chol, Vizepräsident der Partei der Arbeit Koreas[11]
- Ri Su-yong, Vizepräsident des Zentralkomitees der Partei der Arbeit Koreas[11]

### Vereinigte Staaten
- Donald Trump, Präsident der Vereinigten Staaten
- Mike Pompeo, Außenminister[12]
- John F. Kelly, Stabschef des Weißen Hauses[12]
- John R. Bolton, Nationaler Sicherheitsberater[13]

## Internationale Reaktionen
SüdkoreaGemäß dem südkoreanischen Präsidenten Moon Jae-in war der Gipfel ein „großes Ereignis in der Weltgeschichte“, mit ihm sei der Kalte Krieg endgültig zu Ende. Kim Jong-un sah in Moon eine Hauptfigur in der Annäherung beider Staaten, so die südkoreanische Rundfunkanstalt KBS.
ChinaChinesische Staatsmedien berichteten positiv über den Verlauf. Die Parteizeitung Global Times lobte in einem Leitartikel die Entscheidung der USA, künftig auf Militärübungen zu verzichten, das sei auch eine Forderung Chinas zur Entspannung in der Region gewesen.
JapanJapan wünscht die Fortführung der gemeinsam mit den USA durchgeführten Manöver zur Abwehr möglicher Raketenangriffe aus Nordkorea. Die US-Präsenz in Ostasien sei wichtig für deren Sicherheit, so der japanische Verteidigungsminister Itsunori Onodera. Ein Dialog zwischen USA, Südkorea und Japan sei daher notwendig.
IranDie iranische Regierung hatte Nordkorea noch vor dem Gipfeltreffen gemahnt, im Umgang mit Trump „wachsam“ zu sein. Vor dem Hintergrund des von den USA aufgekündigten Atomabkommens mit dem Iran sei man nicht „optimistisch“ über die Verlässlichkeit von Vereinbarungen mit den USA. Nach dem Gipfeltreffen erklärte der iranische Regierungssprecher Mohammad Baqer Nobakht, Präsident Trump könne immer noch die Verpflichtung der USA widerrufen – im Gegenzug für die Denuklearisierung der koreanischen Halbinsel – Nordkorea nicht näher spezifizierte „Sicherheitsgarantien“ zu gewährleisten.

## Zweites Gipfeltreffen
Am 27. und 28. Februar 2019 fand ein weiteres Treffen zwischen US-Präsident Donald Trump und dem nordkoreanischen Staatsführer Kim Jong-un in Vietnam statt. Zentrales Thema war erneut Nordkoreas nukleare Abrüstung.